# دونارمته
دونارمته (به مجاری:  Dunaremete) یک شهرداری در مجارستان است که در ناحیه موشون‌مادیارووار واقع شده‌است. دونارمته ۴٫۳۶ کیلومتر مربع مساحت و ۲۴۶ نفر جمعیت دارد.